# Jean-Antoine Carrel
Jean-Antoine Carrel (pron. fr. AFI: [ʒɑ̃‿ɑ̃twan kaʁɛl]) (Valtournenche, 16 gennaio 1829 – 26 agosto 1890) è stato un alpinista e militare italiano.
Originario della Valtournenche (Valle d'Aosta), fu uno dei primi scalatori italiani delle Alpi, il primo a salire sulla vetta del Cervino dal versante italiano ed un personaggio caratteristico dell'epoca risorgimentale dell'Italia. Fu pastore, cacciatore, contadino, artigiano e soprattutto alpinista.

## Biografia

### Primi anni
Carrel nacque nel 1829, nel villaggio di Crétaz nel comune di Valtournenche. Gli anni del servizio militare coincisero con le guerre d'Indipendenza (1848 - 1859): combatté a San Martino e ricevette i gradi di sergente. Da allora fu soprannominato bersagliere. Aveva fatto della conquista della Gran Becca, come il Cervino viene chiamato dai Valtournains, lo scopo della sua vita. Tentò varie volte di avvicinarsi alla vetta, anche in compagnia dell'abbé Gorret e di suo fratello Jean-Jacques.
Nel 1861, Carrel conobbe al Breuil Edward Whymper, che lo richiese più volte come guida e compagno di salita in vetta.
Tra i due personaggi, così diversi, l'uno chiuso, orgoglioso e fervente nazionalista, l'altro estroverso e appassionato di arrampicate, si instaurò una sorta di competizione. Whymper dapprima contattò Carrel per scalare il Cervino, ma non trovarono un accordo perché Jean-Antoine voleva con sé anche il fratello Jean-Jacques. Whymper tentò ugualmente con una guida bernese, raggiungendo un punto mai toccato prima, ma i due Carrel, per dimostrargli le loro capacità, superarono il record dell'inglese e raggiunsero la Crête du Coq (4032 m) dove scolpirono un'iscrizione nella roccia.
Il 1862 fu l'anno del famoso tentativo dell'irlandese John Tyndall, che con due guide svizzere e Carrel come portatore, scalò quello che divenne il Pic Tyndall, arrestandosi al passaggio detto de l'Enjambée. Tyndall chiese il parere di Carrel, dato che le guide svizzere, in precedenza dimostratesi assai altezzose, proponevano di rinunciare a proseguire oltre, ma Carrel rispose: "chiedete alle vostre guide, io non sono che un portatore". Per la cronaca l'irlandese non apprezzò molto questo sussulto di campanilismo e negli anni seguenti espresse giudizi poco gratificanti nei confronti di Carrel.

### Prima salita al Cervino dal versante italiano
Il Cervino ricevette altri assalti negli anni successivi, tutti respinti a colpi di cattivo tempo, ma nel luglio del 1865, mentre si trovava in quota ad attrezzare la via per una probabile "prima" dell'allora ministro Quintino Sella, apparvero in vetta i primi conquistatori: Carrel riconobbe i pantaloni bianchi di Whymper proprio mentre con altri compagni di cordata tentavano, per conto dell'appena nato Club Alpino Italiano l'ascesa alla vetta dal ben più difficile versante italiano e, preso dallo sconforto, si ritirò con tutti i suoi.
Ci volle tutta l'eloquenza dell'abbé Gorret e dell'ingegner Giordano (per l'occasione il plenipotenziario di Quintino Sella) per convincerlo a tentar almeno la prima della parete sud-ovest, quella italiana, che due giorni dopo fu regolarmente vinta, malgrado le difficoltà tecnicamente superiori a quelle affrontate dai primi conquistatori saliti dal versante svizzero.

### Spedizione sulle Ande
I rapporti con Whymper, che si erano fatti tesi in piena competizione per la vetta del Cervino, si ricomposero anche in virtù della profonda stima che l'inglese nutriva per la guida valdostana: infatti lo ingaggiò per una spedizione sulle Ande ecuadoriane. Fecero insieme la prima ascensione del Chimborazo (6130 m) e la quinta del Cotopaxi (5943 m), più varie altre cime tra i 4000 ed i 5000 metri. Durante questa spedizione i due alpinisti fecero anche la conoscenza del mal di montagna, che Carrel si rifiutò di curare con dei farmaci, ritenendo più che sufficiente alla bisogna un po' di vin brûlé.

### Ultimi anni

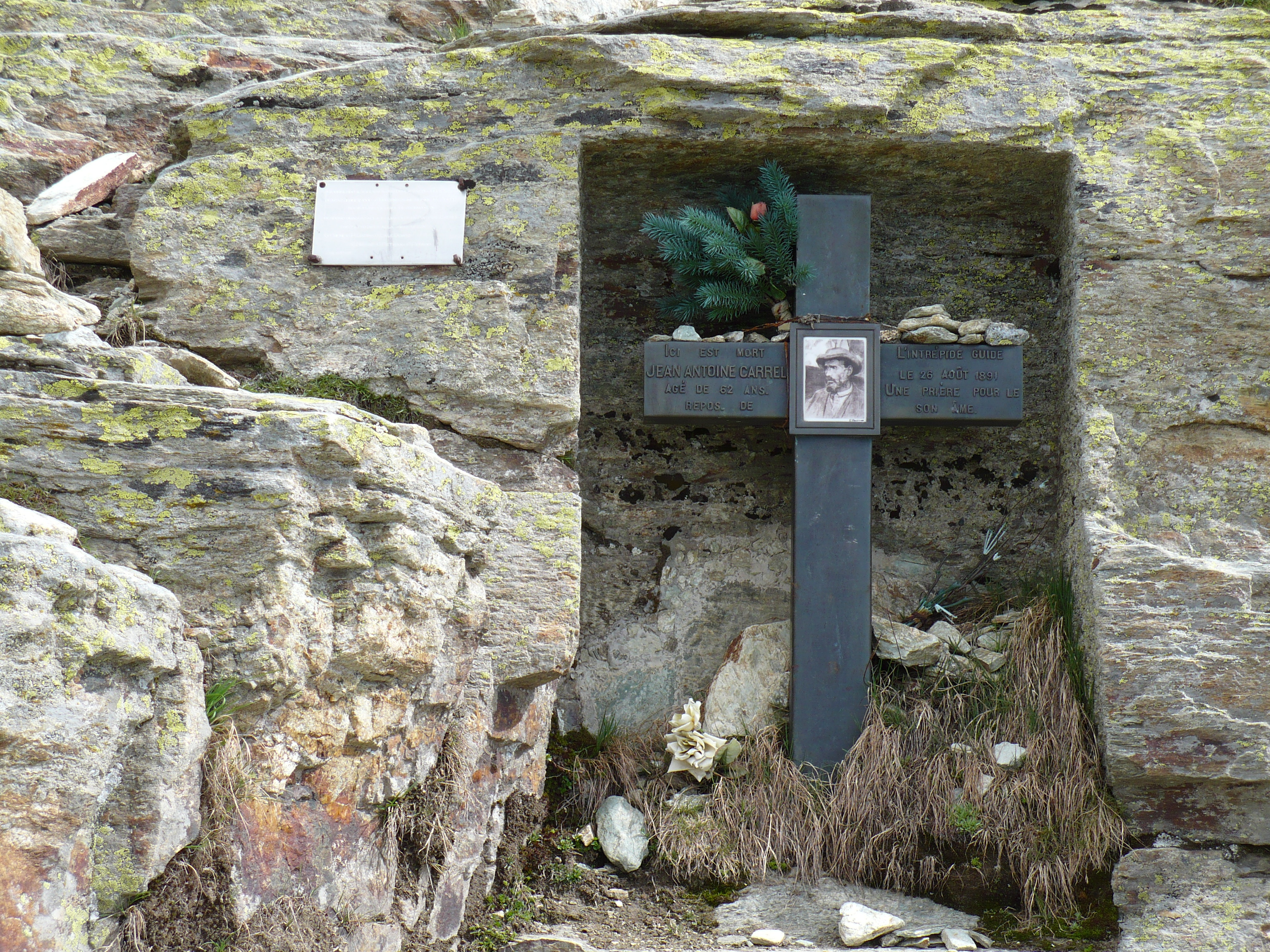
La Croix Carrel, che ricorda il punto in cui morì, lungo la via italiana al Cervino.

Al rientro in Inghilterra, Whymper profuse grandi lodi per la guida valdostana, che umilmente tornò alla sua principale occupazione di agricoltore, dato che del mestiere di guida non si poteva vivere, specialmente con 
dodici figli a carico.
Jean-Antoine Carrel salì il Cervino cinquantuno volte, portando in vetta alpinisti di tutto il mondo.
Morì coraggiosamente, scendendo dalla sua montagna: dopo aver lottato duramente contro un'interminabile tempesta, trasse in salvo il suo cliente, il giovane musicista torinese Leone Sinigaglia, e il portatore Charles Gorret di Valtournenche, e infine cedette allo sfinimento. Nel punto in cui Carrel spirò è stata collocata una croce alla sua memoria, la cosiddetta Croix Carrel.
Lungo la via al Cervino, da lui tante volte percorsa, sorge ora un rifugio alpino che porta il suo nome: il rifugio Jean-Antoine Carrel.